# پرتره یک بانو (کتاب)
پرتره یک بانو (به انگلیسی: The Portrait of a Lady) نام یک رمان است که توسط هنری جیمز، نویسندهٔ آمریکایی — بریتانیایی نوشته شده‌است. این کتاب یکی از آثار مشهور ادبی جهان است. کتاب برای اولین بار به شکل پاورقی در ماهنامهٔ آتلانتیک و مجلهٔ مک میلان چاپ شد و سپس در سال ۱۸۸۱ به صورت کتاب مستقل منتشر شد. پرتره یک بانو شرح ماجرای یک زن جوان آمریکایی به اسم ایزابل آرچر است که پول هنگفتی را به ارث برده اما قربانی نیرنگ دو تن از مهاجران آمریکایی می‌شود، مانند اغلب آثار جیمز در اروپا (عمدتاً انگلستان و ایتالیا) تنظیم شده، اتفاق نظر بر این است که این کتاب شاهکار دوران آغازین جیمز می‌باشد، رمان به شکلی مداوم نشان دهندهٔ علاقه جیمز به تفاوت بین دو دنیای قدیم و مدرن است.

## اقتباس‌های سینمائی
- در سال ۱۹۶۸ توسط بی‌بی‌سی، یک سریال تلویزیونی برگرفته از رمان پرتره یک بانو با بازی سوزان نیو به نقش ایزابل و ریچارد چمبرلین در نقش رالف تاچت ساخته و پخش شد.
- در سال ۱۹۹۶، فیلم پرتره یک بانو توسط کارگردان نیوزلندی جین کمپیون، بر اساس این رمان با بازی نیکول کیدمن در نقش ایزابل و جان مالکوویچ در نقش اوزموند و باربارا هرشی به عنوان خانم مرل ساخته شد.